# Ravenglass
Ravenglass är en by i Muncaster, Cumbria, England. Byn är belägen 25 km från Whitehaven. Den har en pub och två hotell. Omkring 1180 kallades orten Rengles.